# Ораздурдыев, Алтымурад Ораздурдыевич
Алтымурад Ораздурдыевич Ораздурдыев (туркм. Altymyrat Orazdurdyýew; 16 июня 1969, пгт Сакар-Чага, Туркменская ССР — 7 марта 1997, Ашхабад) — советский и туркменский тяжелоатлет, трёхкратный чемпион мира (1989, 1990, 1993), рекордсмен Олимпийских игр, трёхкратный чемпион Европы (1989—1991), чемпион Азии (1994), заслуженный мастер спорта СССР.

## Биография
Родом из Сакарчага Марыйской области. В семье было ещё 5 ero братьев.
Тренер — Броно Абрамян. Выступал за «Динамо» (Ашхабад).
Закончил Национальный институт спорта и туризма Туркменистана.
Первым среди штангистов Туркменской ССР трижды поднялся на пьедестал чемпиона Европы и трижды был признан сильнейшим в мире, при этом на чемпионате СССР ни разу не достигал призовых мест. Выступал в весовых категориях до 75 и до 82,5 килограммов.
В 1992 году выиграл чемпионат СНГ и должен был войти в состав Объединённой команды на Олимпийских играх в Барселоне. Однако главный тренер сборной Василий Алексеев так и не предоставил ему возможности выступить на Олимпиаде. В весовой категории до 75 кг выступал Фёдор Касапу, до 82,5 кг — Ибрагим Самадов.
Через год после Олимпиады ему была сделана операция по пересадке почки, однако почка не прижилась.
В 1997 году Ораздурдыев ушёл из жизни в возрасте двадцати семи лет. Похоронен в родном селе Сакарчага Марыйской области.

## Спортивные результаты
| Год  | Соревнование     | Место проведения | Весовая категория | Рывок    | Толчок      | Сумма двоеборья | Место |
| 1988 | Кубок СССР       | Самарканд        | до 75 кг          | 160 кг   | 202,5 кг    | 362,5 кг        | 1     |
| 1989 | Чемпионат Европы | Афины            | до 75 кг          | 160 кг   | 202,5 кг    | 362,5 кг        | 1     |
| 1989 | Чемпионат мира   | Афины            | до 75 кг          | 160 кг   | 202,5 кг    | 362,5 кг        | 1     |
| 1990 | Чемпионат Европы | Ольборг          | до 82,5 кг        | 160 кг   | 202,5 кг    | 362,5 кг        | 1     |
| 1990 | Чемпионат мира   | Будапешт         | до 82,5 кг        | 172,5 кг | 205 кг      | 377,5 кг        | 1     |
| 1991 | Чемпионат Европы | Владыславово     | до 82,5 кг        | 172,5 кг | 202,5 кг    | 375 кг          | 1     |
| 1992 | Кубок Дружбы     | Харьков          | до 75 кг          | 160 кг   | 207,5 кг    | 367,5 кг        | 2     |
| 1992 | Чемпионат СНГ    | Санкт-Петербург  | до 75 кг          | 170 кг   | 207,5 кг    | 377,5 кг        | 1     |
| 1993 | Чемпионат мира   | Мельбурн         | до 76 кг          | 167,5 кг | 202,5 кг WR | 370 кг WR       | 1     |
| 1994 | Азиатские игры   | Хиросима         | до 76 кг          | 155 кг   | 185 кг      | 340 кг          | 1     |
| 1994 | Чемпионат мира   | Стамбул          | до 76 кг          | 160 кг   | —           | —               | DNF   |

## Награды
- Медаль «За любовь к Отечеству» (21 октября 2016 года, посмертно) — за большие успехи в упрочении независимости и суверенитета Туркменистана, приумножении экономического потенциала и международного авторитета страны, реализации государственных программ по планомерному развитию промышленной, нефтегазовой, транспортно-коммуникационной, сельскохозяйственной и водохозяйственной отраслей, других секторов экономики, в образцовой государственной и общественной деятельности, за весомый вклад в ускоренное развитие сфер науки и техники, литературы, культуры и искусства, физкультуры и спорта, образования, здравоохранения и социальных услуг, воспитание молодёжи в духе безграничной любви, уважения и преданности Родине, мужества и добросовестности, учитывая особые заслуги перед независимым государством и родным народом, многолетний добросовестный, и самоотверженный труд, а также в ознаменование славного 25-летнего юбилея великой независимости нашего нейтрального государства[1].